# Hällaren
Hällaren är en sjö i Eskilstuna kommun och Flens kommun i Södermanland och ingår i Nyköpingsåns huvudavrinningsområde. Sjön har en area på 0,368 kvadratkilometer och ligger 54,1 meter över havet.

## Delavrinningsområde
Hällaren ingår i det delavrinningsområde (656111-154656) som SMHI kallar för Utloppet av Björken. Medelhöjden är 62 meter över havet och ytan är 12,86 kvadratkilometer. Räknas de 2 avrinningsområdena uppströms in blir den ackumulerade arean 69,68 kvadratkilometer. Malmaån (Smedstorpsån) som avvattnar avrinningsområdet har biflödesordning 3, vilket innebär att vattnet flödar genom totalt 3 vattendrag innan det når havet efter 87 kilometer. Avrinningsområdet består mestadels av skog (75 procent) och jordbruk (11 procent). Avrinningsområdet har 0,89 kvadratkilometer vattenytor vilket ger det en sjöprocent på 6,9 procent.